# The Piper
The Piper es una película surcoreana de 2015 dirigida y escrita por Kim Gwang-tae en su debut como director. Inspirada en la historia clásica de El flautista de Hamelin, fue protagonizada por Ryu Seung-ryong, Lee Sung-min, Chun Woo-hee y Lee Joon. Obtuvo siete nominaciones en los premios Buil en 2015 y una nominación en la categoría de mejor director nuevo en los premios Grand Bell el mismo año.

## Sinopsis
En los años 1950, después de la Guerra de Corea, un gaitero gentil llamado Woo-ryong y su joven hijo enfermo, Young-nam, se dirigen a pie a Seúl cuando llegan a una aldea remota. Woo-ryong muestra al jefe una nota escrita en inglés que le dejó un médico estadounidense, explicando que si llegaba a cierta dirección en Seúl dentro de un mes, podría tratar a Young-nam de su tuberculosis. El jefe de la aldea acepta que la pareja se quede por un corto tiempo, con la condición de que no le digan al resto del pueblo que la guerra ha terminado.
Woo-ryong se entera de que la aldea está plagada de ratas que no temen a los humanos ni caen en trampas, por lo que se ofrece a ayudar a liberar a la aldea de su infestación a cambio de dinero que puede usar para pagar el tratamiento de Young-nam. Usando sus conocimientos de medicina herbal, crea dos polvos: uno que hará que las ratas salgan a la luz, y otro para atraerlas a una cueva que él y Young-nam sellan con una piedra. De ese modo se gana la confianza del pueblo, en especial de la hermosa aprendiz de chamán, Mi-sook.

## Reparto
- Ryu Seung-ryong es Woo-ryong.

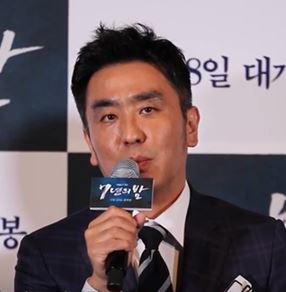
Ryu Seung-ryong protagonizó el filme

- Lee Sung-min es el jefe de la aldea.
- Chun Woo-hee es Mi-sook.
- Lee Joon es Nam-soo.
- Goo Seung-hyun es Young-nam.
- Jung Kyung-ho es el padre de Chul-soo.
- Kim Jung-young es la madre de Chul-soo.
- Park Yoon-seok es Pil-geun.
- Yoon Dae-yeol es Bong-woo.
- Lee Dong-hee es Dae-hee.
- Lee Seung-joon es Seung-pal.
- Kim Jin-wook es Jin-seong.
- Do Gi-beom es Bong-pil.
- Lee Won-seop es Seung-won.
- Lee Sang-ok es Mi-ok.
- Shin Mi-yeong es Yeon-mi.
- Kim Seon-kyeong es Seon-ja.
- Son San es Myeong-san.
- Lee Min-ji es Min-young.
- Jung Joon-won es Chul-soo.

Lee Sung-min (actor)

## Recepción
The Piper fue bien recibida por la crítica especializada, quienes elogiaron la atmósfera de la película. Maggie Lee de Variety valoró las actuaciones, la fotografía y los temas históricos y políticos. Concluyó su reseña escribiendo: "Como una sombría fábula sobre la naturaleza humana, es una fórmula antigua, pero como una alegoría sobre la historia y la política de Corea, la película demuestra ser cínicamente observadora, con una narración de historias muy económica y efectos visuales muy bien logrados". Luke Ryan Baldock de Hollywood News le otorgó cuatro de cinco estrellas y señaló: "Es deprimente, sin duda, pero muy gratificante para los amantes del cine negro".
El portal Time Out le otorgó cuatro de cinco estrellas con la siguiente reseña: "A menudo la película de Kim brinda un soplo de originalidad a la rancia cosecha de este año de películas comerciales coreanas, aunque por momentos se tambalea con un montaje innecesariamente largo y unas pocas tramas secundarias incipientes. Dejando a un lado esos pequeños agravios, The Piper sigue siendo una divertida ráfaga de escalofríos que es la solución para triunfar en esta temporada". Pierce Conran de Screen Anarchy se refirió a la película como "absorbente y entretenida", elogiando las caracterizaciones, las imágenes, la resonancia emocional y el final de la misma. Panos Kotzathanasis de HanCinema afirmó: "The Piper es una película entretenida y significativa que satisfará a la mayoría de sus espectadores, a pesar de su naturaleza un tanto grotesca". Según Avi Offer de NYC Movie Guru, el filme es "Demasiado aterrador e intenso para el público infantil, pero seguramente los adultos quedarán ligeramente cautivados".